# 도안 응옥 땀
도안 응옥 땀(베트남어: Doãn Ngọc Tân, 1994년 8월 15일~)는 베트남의 축구 선수로, 포지션은 미드필더 그리고 오른쪽 풀백. 현재 V리그 1의 동아 타인호아와 베트남 축구 국가대표팀 소속으로 활동하고 있다.